# Familie Raton und ihre Abenteuer

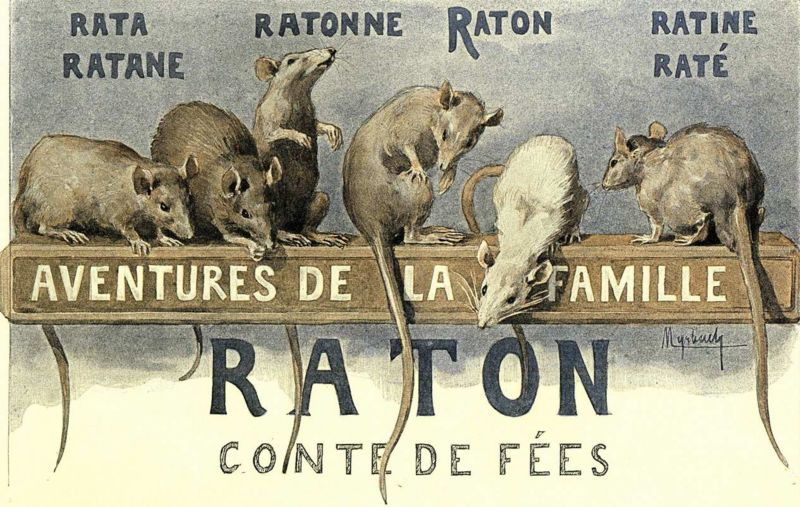
Illustration von Félicien de Myrbach für das Märchen Die Rattenfamilie von Jules Verne

Die Rattenfamilie (auch Die Abenteuer der Familie Raton) ist ein Märchen des französischen Autors Jules Verne. Es wurde erstmals im Januar 1891 unter dem französischen Titel: Aventures de la famille Raton. Conte de fées im Le Figaro illustré in Paris veröffentlicht. Vernes Sohn Michel Verne nahm die Geschichte in den Sammelband Gestern und morgen (franz. Hier et demain) auf. In dieser Sammlung wurde sie zusammen mit weiteren Kurzgeschichten von Jules Verne im November und Dezember 1910 in Frankreich veröffentlicht. Die deutschsprachige Erstausgabe erschien im April 1989 im Fischer Taschenbuchverlag in Frankfurt am Main.

## Handlung
Alle lebenden Wesen sind der Seelenwanderung unterworfen und müssen, ehe sie zu Menschen werden, verschiedene Tierstadien durchlaufen. Gute Feen helfen ihnen dabei. Dagegen versuchen böse Zauberer diese Entwicklung umzukehren. In dieser Situation befindet sich die große Ratten-Familie Raton.

## Hintergrund
Das Märchen ist laut dem Fischer Taschenbuchverlag eine Mischung aus den von Jules Verne bekannten Abenteuerromanen und den Literaturgattungen Märchen und Tierfabeln. Auf diese verweist es durch Zitate, Versatzstücke und Anspielungen. Gleichzeitig werden diese parodiert. Es handelt sich um ein Kunstmärchen, das sich selbst nicht ernst nimmt, aber auf verschiedenen Ebenen deut- und lesbar ist. Seine Komik entsteht vor allem aus den Wortspielen und den Verwandlungen der Angehörigen der Familie Raton in andere Tierarten, deren Charaktere denjenigen der jeweiligen Familienmitglieder entsprechen. Das Märchen enthält viele autobiographische Anspielungen von Jules Verne, die vermutlich daraus entstanden sind, dass Jules Verne dieses Märchen im hohen Alter und während der Zeit einer tiefen Depression als eine Art Bilanz schrieb. Er selbst stellt sich in dem menschenverachtenden, gichtigen und „philosophischen“ Vater Raton dar.

## Ausgaben
- Aventures de la famille Raton (illustrées par Dom). Éditions Raminagrobis, Gentilly (Val-de-Marne) 2011, ISBN 979-10-90335-00-4.
- Die Abenteuer der Familie Raton. Ein Märchen, übersetzt und herausgegeben von Volker Dehs, Fischer Taschenbuch, Frankfurt am Main 1989, ISBN 3-596-22880-8 (deutsche Erstausgabe).
- Familie Raton und ihre Abenteuer, neuübersetzt von Daniel Stark, Edition Octopus, Monsenstein und Vannerdat, Münster 2010, ISBN 978-3-86991-070-3.